# 노가타역 (후쿠오카현)
노가타역(일본어: 直方駅)은 일본 후쿠오카현 노가타시에 위치한 규슈 여객철도 · 헤이세이 지쿠호 철도의 철도역이다. JR규슈 지쿠호 본선의 소속역이며, 이 역을 기점으로 하는 헤이세이 지쿠호 철도 이타 선을 기.종점으로 한다. JR 규슈의 승강장은 섬식 승강장 2개를 합친 2면 4선의 구조, 헤이세이 지쿠호 철도의 승강장은 두단식 승강장 1면 2선의 구조로 되어있으며, 총 3면 6선 구조의 복합 승강장을 갖춘 지상역이다.

## 이용 현황

### JR 규슈
| 승차 인원 추이 | 승차 인원 추이 |
| 연도           | 1일 평균       |
| -------------- | -------------- |
| 2007           | 6,223          |
| 2008           | 6,293          |
| 2009           | 6,270          |
| 2010           | 6,424          |
| 2011           | 6,636          |

### 헤이세이 치쿠호 철도
| 승차 인원 추이 | 승차 인원 추이 |
| 연도           | 1일 평균       |
| -------------- | -------------- |
| 2007           | 1,653          |
| 2008           | 1,774          |
| 2009           | 1,674          |
| 2010           | 1,620          |
| 2011           | 1,497          |

## 역 주변
- 온가 강
- 노가타 시청
- 후쿠오카 현 노가타 종합 청사 · 토목 사무소
- 노가타 시립 도서관
- 노가타 시 석탄 기념관
- 노가타 다니오 미술관
- 후쿠오카 은행 · 니시닛폰 시티 은행 · 후쿠오카 주오 은행 노가타 지점
- 지쿠호 전기 철도 지쿠호노가타 역
- 국도 제200호선

## 역사
- 1891년 8월 30일 : 지쿠호 흥업 철도가 개설.
- 1983년 2월 11일 : 노가타 - 가나다 간에 지선(이타 선)개업.
- 1897년 10월 1일 : 규슈 철도가 지쿠호 철도를 합병.
- 1899년 9월 : 석탄 수송의 거점역으로 하기 때문에 확장 공사가 개시되었다.
- 1907년 7월 1일 : 규슈 철도가 국유화되어 관설 철도로 소관.
- 1910년 3월 : 역사 개축 공사가 완성. 초대 하카타 역의 역사를 이축했던 것이다.
- 1960년 9월 : 기동차 기지가 완성되었다.
- 1966년 9월 : 서쪽 출구가 개업.
- 1984년 2월 1일 : 화물 업무 취급 폐지.
- 1987년 4월 1일 : 일본국유철도 분할 민영화에 의해, 규슈 여객철도가 승계.
- 1988년 3월 : 역사 개축 공사 완성.
- 2001년 10월 6일 : 노가타 - 하카타 간에 특급 '가이오' 운전 개시.
- 2009년
  - 3월 1일 : IC카드 SUGOCA 사용 개시.
  - 4월 1일 : 헤이세이 치쿠호 철도의 역에서 네이밍 라이트에 의해 '후지모토 흥업 Studio Canada 노가타 역'이 된다.
- 2011년 4월 29일 : 신 역사의 사용을 개시해, 구 역사의 사용을 전일 제한으로 종료한다.

## 인접 역
| 지쿠호 본선                  | 지쿠호 본선                       | 지쿠호 본선                          |
| ---------------------------- | --------------------------------- | ------------------------------------ |
| 시·종착역                    | ■ 후쿠호쿠유타카 선 특급 '가이오' | 신이즈카 하카타 방면                 |
| 신뉴 오리오 방면             | ■ 쾌속                            | 고타케 하카타 방면                   |
| 신뉴 오리오 방면             | ■ 보통                            | 가쓰노 하카타 방면                   |
| 헤이세이 지쿠호 철도 이타 선 |                                   |                                      |
| 시·종착역                    | ■ 이타 선                         | 미나미노가타고텐구치 다가와이타 방면 |